# Frank Wörndl
Frank Wörndl, född 28 juni 1959 i Sonthofen, är en tysk före detta alpin skidåkare.
Wörndl blev olympisk silvermedaljör i slalom vid vinterspelen 1988 i Calgary.